# QMC@Home
QMC@Home é um projeto de computação distribuída que utiliza o cliente BOINC tendo como objetivo desenvolver e testar modelos de Monte Carlo Quântico (QMC) para utilização em química quântica. Ele é hospedado na Universidade de Münster com a participação do Laboratório Cavendish. O cliente QMC@Home permite que voluntários do mundo todo doem ciclos ociosos de processamento de seus computadores para cooperar no cálculo de geometria molecular usando o método da difusão de Monte Carlo.
Está sendo desenvolvido uma aplicação que utiliza a teoria do funcional da densidade.
O projeto entrou na fase beta em 23 de maio de 2006. Desde de outubro de 2011, o projeto conta com cerca de 7.500 voluntários ativos de 90 países, com uma contribuição total de aproximadamente 12 teraFLOPS.

## Pacote de dados
Para a distribuição de tarefas para os computadores clientes dividi-se o trabalho em pacotes de dados (workunits). O tempo de processamento de um pacote depende do tamanho do sistema em cálculo, da velocidade do computador cliente e do seu tempo ocioso, espera-se um tempo entre 4 e 48 horas em um sistema de 2.4 GHz.

Recentemente as seguintes moléculas foram/estão sendo testadas:
isomerismo conformacional do peptídeo PHE-GLY-GLY; enovelamento de alcanos; conjunto de teste JSCH2005-S22; complexos fracamente ligados; pares de bases de DNA.
Na página do projeto é possível obter uma lista dos pacotes atualmente em processamento.